# Leo Lipski
Leo Lipski, ursprünglich Leo Lipschütz (geb. 10. Juli 1917 in Zürich; gest. 7. Juli 1997 in Tel Aviv-Jaffa), war ein jüdisch-polnischer Prosa-Schriftsteller. Sein Werk ist hauptsächlich autobiografisch und schildert seinen Aufenthalt in sowjetischen Lagern, seine körperliche Behinderung und den Verlust seiner Familie und Freunde im Holocaust.

## Leben und Werk
Leo Lipschütz wurde in Zürich in einer jüdischen Familie polnischer Herkunft geboren. Er verbrachte seine Kindheit und Jugend in Krakau, wo er das Gymnasium absolvierte, an der dortigen Universität Psychologie und Philosophie studierte und in Zeitschriften als Literat debütierte. 1939 floh er nach Lemberg, wo er von sowjetischen Behörden verhaftet und 1940 in Arbeitslager geschickt wurde. Als Angehöriger der polnischen Armee konnte er die UdSSR verlassen. In Teheran erkrankte er an Typhus und Enzephalitis und wurde darauf aus der Armee entlassen. Nach einem kurzen Studium in Beirut ließ er sich in Tel Aviv nieder und lebte im späteren Israel unter verarmten Umständen. Er war in diesem Stadium seines Lebens halbseitig gelähmt und tippte seine Werke zunächst mit einer Hand in die Schreibmaschine, wobei er später ein Diktaphon benutzte. 1975 unternahm er eine Reise nach Paris, wobei er von der Dichterin und Übersetzerin Łucja Gliksman (1913–2002) gepflegt wurde.
Sein autobiografischer Roman Niespokojni („Die Ruhelosen“) beschreibt die jugendlichen intellektuellen und erotischen Erfahrungen des Autors. Das Werk wurde vor dem Zweiten Weltkrieg in Krakau begonnen und 1952 in der polnischen Emigrantenzeitschrift Wiadomości publiziert. Dzień i noc („Tag und Nacht“, 1957), das 24 Stunden in einem sowjetischen Arbeitslager aus der Sicht eines jüdischen Arzthelfers beschreibt, und die Kurzgeschichte Piotruś („Peterchen“, 1960), deren Protagonist sich aus Armut gezwungen sieht, sich auf dem Markt von Tel Aviv zu verkaufen, wurden in der Emigrantenzeitschrift Kultura in Paris herausgegeben, siehe auch Biblioteka Kultury. Sarni braciszek („Der kleine Rehbruder“), ein Abgesang auf die untergegangene Welt des Krakauer Judentums, sowie eine Sammlung von Kurzgeschichten aus dem Gulag erschienen als erste von Lipskis Werken in der polnischen Untergrundpresse. Nach dem Untergang des Kommunismus erschienen sämtliche Werke Lipskis in Polen, darunter die Kurzgeschichtensammlung Śmierć i dziewczyna („Der Tod und das Mädchen“, 1991). Der 2002 postum erschienene Band Paryż ze złota („Paris aus Gold“) enthält Erinnerungen an seine Frankreichreise, Korrespondenz und Prosa-Fragmente. 
Lipskis Werk wurde in verschiedene Sprachen übersetzt. Es ist mit einem mehrdeutig interpretierbaren Symbolismus durchtränkt und spricht von Einsamkeit, Leiden, Erniedrigung und dem Übel in einer Welt, in der sich sämtliche kulturellen und religiösen Werte als relativ erwiesen haben und keinen Weg zur Erlösung anbieten können. Nach dem Urteil polnischer Literaturkritiker gilt Lipski als einer der größten polnischen Autoren des 20. Jahrhunderts.
1996 wurde Leo Lipski das Offizierskreuz des Orden Polonia Restituta verliehen. Sein Nachlass befindet sich im Archiv der Polnischen Emigration in der Bibliothek der Nikolaus-Kopernikus-Universität Toruń.